# شانتال أوسبورن
شانتال أوسبورن هي لاعبة كرلنغ كندية، ولدت في 17 يونيو 1966 في أوتاوا في كندا.